# Берем'янська сільська рада
Берем'я́нська сільська́ ра́да — колишня адміністративно-територіальна одиниця та орган місцевого самоврядування в Чортківському районі Тернопільської області. Адміністративний центр — с. Берем'яни.

## Загальні відомості
Берем'янська сільська рада утворена в 1947 році.
- Територія ради: 20,94 км²
- Населення ради: 732 особи (станом на 2001 рік)
- Територією ради протікають річки Дністер, Стрипа

До 19 липня 2020 р. належала до Бучацького району.
11 грудня 2020 р. увійшла до складу Бучацької міської громади.

## Населені пункти
Сільській раді були підпорядковані населені пункти:
- с. Берем'яни

## Склад ради
Рада складалася з 12 депутатів та голови.
- Голова ради:
- Секретар ради: Шевчук Оксана Мартинівна

### Керівний склад попередніх скликань
| Прізвище, ім'я, по батькові | Основні відомості                                    | Дата обрання | Дата звільнення |
| --------------------------- | ---------------------------------------------------- | ------------ | --------------- |
| Мукан Іван Захарович        | Сільський голова, 1961 року народження, безпартійний | 26.03.2006   | 31.10.2010      |

Примітка: таблиця складена за даними сайту Верховної Ради України

### Депутати
За результатами місцевих виборів 2010 року депутатами ради стали:

#### За суб'єктами висування
| Суб'єкт висування | Кількість обраних депутатів | %   |
| ----------------- | --------------------------- | --- |
| Самовисування     | 12                          | 100 |

#### За округами
| № округу | Прізвище, ім'я, по батькові  | Дата визнання обраним | Освіта             | Партійна приналежність                | Відомості про обраного депутата                        |
| -------- | ---------------------------- | --------------------- | ------------------ | ------------------------------------- | ------------------------------------------------------ |
| 1        | Яцків Ольга Павлівна         | 04.11.2010            | вища               | позапартійна                          | Берем'янська с/р, головний бухгалтер                   |
| 2        | Шевчук Юліана Олександрівна  | 04.11.2010            | середня            | позапартійна                          | тимчасово не працює                                    |
| 3        | Легка Марія Іванівна         | 04.11.2010            | середня спеціальна | позапартійна                          | Берем'янська загальноосвітня школа І-ІІ ст., вчитель   |
| 4        | Хомко Марія Ярославівна      | 04.11.2010            | середня            | позапартійна                          | тимчасово не працює                                    |
| 5        | Бойчук Роман Франкович       | 04.11.2010            | середня            | позапартійний                         | Берем'янський дитячий садік, оператор газової котельні |
| 6        | Пазюк Оксана Ярославівна     | 04.11.2010            | незакінчена вища   | позапартійна                          | БІМА                                                   |
| 7        | Приклад Микола Іванович      | 04.11.2010            | середня            | позапартійний                         | тимчасово не працює                                    |
| 8        | Березовський Іван Васильович | 04.11.2010            | середня            | позапартійний                         | тимчасово не працює                                    |
| 9        | Шевчук Оксана Мартинівна     | 04.11.2010            | середня спеціальна | позапартійна                          | Берем'янська сільська рада, секретар сільської ради    |
| 10       | Черніцький Роман Іванович    | 04.11.2010            | незакінчена вища   | член Політичної партії «Наша Україна» | пенсіонер                                              |
| 11       | Легка Ольга Василівна        | 04.11.2010            | середня            | член Української Народної Партії      | Бучацьке УЕГГ, кур'єр                                  |
| 12       | Крижанівська Оксана Іванівна | 04.11.2010            | середня            | позапартійна                          | тимчасово не працює                                    |